# Marching into Darkness
Marching into Darkness: The Wehrmacht and the Holocaust in Belarus ("Marchando para a Escuridão: A Wehrmacht e o Holocausto na Bielorrússia", em tradução livre) é um livro do historiador americano Waitman Wade Beorn, publicado em 2014 pela Harvard University Press. Discute a participação da Wehrmacht alemã no Holocausto e outros crimes contra a humanidade durante os primeiros estágios da Guerra Germano-Soviética (1941-45).
O livro recebeu críticas positivas pela sua análise minuciosa e convincente da cumplicidade das forças armadas alemãs nos crimes do regime nazista. Um revisor elogiou o trabalho de Beorn como (até o momento) "o mais importante para esta área crucial da história do Holocausto, da história militar e da história da Alemanha" na língua inglesa.

## Temas
Marching into Darkness examina a cumplicidade da Wehrmacht alemã nos crimes cometidos contra judeus e outros civis na Bielorrússia, do outono de 1941 até o início do inverno seguinte. O autor analisa diversas formações militares e como elas responderam a ordens para cometer genocídio e outros crimes contra a humanidade. Beorn conclui que aqueles que se recusaram foram apenas levemente punidos (ou não foram punidos de todo), desmascarando as alegações dos veteranos alemães de que tiveram de participar sob ameaça de morte.
O autor investiga como a chamada guerra antipartisan estava conectada ao Holocausto por meio de seu direcionamento ideológico aos "judeus-bolcheviques". Beorn conclui que, como o sentimento antissemita era menor na Bielorrússia em comparação com os territórios do Grupo de Exércitos Norte e das Áreas de Retaguarda do Grupo de Exércitos Sul, as tropas do exército desempenharam um papel significativamente maior na perseguição direta aos judeus durante o período que ele estudou.
Beorn aborda outros aspectos dos crimes da Wehrmacht, como o assassinato de prisioneiros de guerra soviéticos e o apoio à política de fome da Alemanha Nazista, o Plano Fome. Ele examina o que chama de "cumplicidade progressiva" da Wehrmacht, destacando os principais acontecimentos que levaram à escalada da violência, como a Conferência de Mogilev em setembro de 1941. Organizado pelo comandante do Áreas de Retaguarda do Grupo de Exércitos Centro, reuniu os comandantes do Exército, da SS e da Polícia da Ordem para uma chamada troca de experiências e marcou uma escalada dramática da violência contra a população civil.

## Recepção
O historiador Ben H. Shepherd comenta na The English Historical Review que Beorn "produziu uma obra altamente impressionante e envolvente que avança significativamente a compreensão da dinâmica que moldou as ações antissemitas assassinas das unidades da Wehrmacht até o nível de companhias e batalhões".
Comentando a pesquisa de Beorn sobre a cumplicidade da Wehrmacht nos crimes nazistas em uma resenha de 2015 na The American Historical Review, o historiador Thomas Kühne chama o livro de "o mais convincente, o mais complexo e, na língua inglesa, certamente o mais importante para esta área crucial da história do Holocausto, da história militar e da história da Alemanha". Ele considera que o livro “servirá de modelo para estudos semelhantes”.
O historiador Henning Pieper, no periódico German History, também elogia o livro por sua análise completa e conclui:

Do trabalho conciso e bem escrito de Beorn, emerge um conceito perturbador: o de um aparato militar que, apesar dos esforços singulares para realmente moderar a conduta (...), provou ser a ferramenta perfeita para a pacificação brutal do futuro Lebensraum. Os soldados de Hitler não apenas ajudaram a devastar o conceito de humanidade; seus crimes também ficaram amplamente impunes depois de 1945 e foram dolorosos demais para que as gerações posteriores de alemães os reconhecessem até quase o século XXI.
Uma resenha no Omaha World-Herald sugere que o livro "deveria estar na lista de leitura de qualquer pessoa interessada no exército alemão ou nas batalhas na Frente Oriental na Segunda Guerra Mundial". Embora o livro seja mais acadêmico do que um livro de história popular, ele deve ser acessível ao leitor em geral. O crítico conclui que "a leitura do livro traz consigo uma apreciação renovada da importância da ética militar, da liderança e do cumprimento das leis da guerra".

## Prêmios e honrarias
- Prêmio Thomas J. Wilson Memorial de 2014, Harvard University Press;[5]
- Menção Honrosa, Sybil Halpern Milton Memorial Book Prize 2015, Associação de Estudos Alemães;[6]
- Prêmio de Melhor Publicação, Congresso Internacional de Estudos Bielorrussos de 2015 (vários prêmios).[7]